# Jožef Novak (literat)
Jožef Novak (roj. Novák József), slovenski pesnik, pisatelj in prevajalec, * 18. januar 1896, Veščica, † 9. julij 1972, Veščica. 

## Življenjepis
Novak je kot petnajstletni deček odšel na delo v Avstrijo, dve leti kasneje, leta 1913 pa v ZDA, se  od leta 1920 do 1924 vrnil domov in nato do 1929 ponovno odšel v Ameriko. Po vrnitvi v domovino se je od leta 1934 posvečal verskemu delu, bil pastor binkoštne cerkve in si prizadeval za njeno ureditev v Sloveniji, po drugi svetovni vojni pa skupaj z L. Üllenom še v Jugoslaviji.

## Literarno delo
Novak se je med izseljenci v Ameriki uveljavil na kulturnem področju. Prevajal je iz madžarščine v prekmurščino ter pisal pesmi, prozo in krajša besedila. V listu Amerikanskzi Szlovencov glász je od 1928 do 1929 objavil 33 pesmi.
Za prekmursko binkoštno pesmarico Radoszti glász (Budimpešta 1944 in 1971) je prevedel večino pesmi.